# Les Sénies
Les Sénies (Las Norias en castellà) és una xicoteta entitat local menor de Desemparats, que al seu torn pertany a Oriola situat en la zona sud-est de l'acabe. Limita amb Beniel al sud i est, al nord amb el Camí d'enmig i amb Desemparats (La Parròquia, el nucli) a l'est. Compta amb al voltant de 250 hab.

## Història
Antigament les Sénies només eren terrenys cultivables situats en l'antic curs del Segura que els musulmans no van trigar a aprofitar construint-hi unes sénies. El barri que ara existeix es va construir fa uns 190 anys.

## Monuments
Les Sénies compta amb unes sénies bessones d'origen islàmic, anomenades Gota i Panda, úniques en tot el riu.

## Festes populars
Antigament se celebraven unes festes anomenades "Festa de la Creu" que es van deixar de celebrar fa uns 20 anys. Al maig de 2007 es van recuperar aquestes festes gràcies a un grup de veïns i a la col·laboració de l'ajuntament d'Oriola i la Comissió de Festes de Desemparats.